# Kbelnice (Letiny)
Kbelnice je malá vesnice, část obce Letiny v okrese Plzeň-jih v Plzeňském kraji. Nachází se asi jeden kilometr severozápadně od Letin. Je zde evidováno 37 adres. V roce 2011 zde trvale žilo 75 obyvatel.
Kbelnice leží v katastrálním území Kbelnice u Letin o rozloze 2,46 km².

## Historie
První písemná zmínka o vesnici pochází z roku 1248.

## Obyvatelstvo
| Rok            | 1869 | 1880 | 1890 | 1900 | 1910 | 1921 | 1930 | 1950 | 1961 | 1970 | 1980 | 1991 | 2001 | 2011 | 2021 |
| -------------- | ---- | ---- | ---- | ---- | ---- | ---- | ---- | ---- | ---- | ---- | ---- | ---- | ---- | ---- | ---- |
| Počet obyvatel | 208  | 154  | 162  | 176  | 191  | 170  | 166  | 141  | 146  | 120  | 99   | 85   | 85   | 75   | 88   |
| Počet domů     | 27   | 28   | 31   | 30   | 33   | 32   | 34   | 35   | 35   | 34   | 30   | 33   | 36   | 35   | 40   |

## Obecní správa
Při sčítání lidu v letech 1850–1963 Kbelnice byla samostatnou obcí v okrese Přeštice. Od roku 1964 je částí obce Letiny v okrese Plzeň-jih.